# Yoichi
Yoichi (japanska: 余市町?, Yoichi-chō) är en landskommun (köping) i Hokkaido prefektur i Japan. 
Centrala Yoichi ligger cirka 17 kilometer väster om staden Otaru. Kommunen är känd för vin- och fruktodling samt för sitt whiskydestilleri.